# Weather Systems
Weather Systems es el noveno álbum de estudio de la banda británica de rock Anathema. Fue publicado el 16 de abril de 2012 en Europa por la discográfica Kscope y el 24 de abril en Estados Unidos, en este caso por The End Records. La banda describió el álbum afirmando que "no es una música de fondo para fiestas. La música está escrita para conmover profundamente al oyente". La grabación del álbum tuvo lugar en Liverpool, Gales del Norte y Oslo, todos ellos significativos en la historia de Anathema. Los coproductores del álbum fueron los miembros de la banda Vincent Cavanagh y Daniel Cavanagh junto a Christer-André Cederberg, productor principal.
Grabado y lanzado entre la salida de Les Smith y la incorporación permanente al grupo de Daniel Cardoso, es el primer álbum de Anathema que no cuenta con un teclista permanente desde Judgement en 1999. El libreto está decorado con imágenes de fenómenos meteorológicos, en especial tornados y tormentas, en relación con el título del álbum. La técnica fotográfica de la portada se conoce como panorámica polar. 

## Lista de canciones
La lista de canciones se dio a conocer oficialmente el 2 de febrero de 2012. Todos los temas fueron escritos por D. Cavanagh, excepto "The Storm Before the Calm", obra de J. Douglas.

| N.º | Título                        | Duración |  |
| 1.  | «Untouchable, Part 1»         | 6:14     |  |
| 2.  | «Untouchable, Part 2»         | 5:33     |  |
| 3.  | «The Gathering of the Clouds» | 3:27     |  |
| 4.  | «Lightning Song»              | 5:25     |  |
| 5.  | «Sunlight»                    | 4:55     |  |
| 6.  | «The Storm Before the Calm»   | 9:23     |  |
| 7.  | «The Beginning and the End»   | 4:53     |  |
| 8.  | «The Lost Child»              | 7:02     |  |
| 9.  | «Internal Landscapes»         | 8:52     |  |

## Sencillos
Untouchable Part 1
1. "Untouchable Part 1" - 6:14

Untouchable Part 2
1. "Untouchable Part 2" - 5:33, 17 de septiembre de 2013[6]
2. "Untouchable Part 2" (en directo) - 5:43
3. "Untouchable Part 2" (vídeo en directo) - 5:43

## Componentes
Entre paréntesis se indica en qué tema interpretan cada instrumento citado:
- Daniel Cavanagh - voz principal (5), voz secundaria (8), guitarra eléctrica (1, 2, 4, 5, 6, 7, 8, 9), guitarra acústica (1, 2, 3, 4, 5, 6, 7, 8, 9), bajo eléctrico (4, 5, 9), teclados (1, 3, 5), piano (2, 3, 7, 8)
- Jamie Cavanagh - bajo eléctrico (6)
- Vincent Cavanagh - voz principal (1, 2, 3, 6, 7, 8, 9), guitarra eléctrica (6), guitarra acústica  (6), bajo eléctrico (6), teclados (1, 3, 5, 6, 9), programación (1, 3, 5, 6, 7), coros (5)
- John Douglas - batería (2, 4, 5, 6, 7, 8, 9), teclados (6), programación (6)
- Lee Douglas - voz principal (4),  voz secundaria  (1, 2, 3, 6, 9), coros  (5)

Colaboradores
- Petter Carlsen - coros (1, 2)
- Christer-André Cederberg - bajo eléctrico (1, 2, 3, 5, 7, 8), piano (7)
- Joe Geraci - narración (9)
- Wetle Holte - batería (1, 3)

## Posicionamiento
| Lista (2012)                            | Puesto más alto |
| --------------------------------------- | --------------- |
| Polonia (ZPAV)                          | 9               |
| Alemania (Offizielle Top 100)           | 14              |
| Finlandia (Suomen Virallinen Lista)     | 15              |
| Países Bajos (Album Top 100)            | 18              |
| Noruega (VG-lista)                      | 28              |
| Austria (Ö3 Austria)                    | 43              |
| Francia (SNEP)                          | 45              |
| Italia (FIMI)                           | 46              |
| Reino Unido (UK Albums Chart)           | 50              |
| Estados Unidos (Top Heatseekers Albums) | 22              |